# هامفری کارپنتر
ه‍ام‍ف‍ری ک‍ارپ‍ن‍ت‍ر با نام کامل ه‍ام‍ف‍ری ویلیام بویر ک‍ارپ‍ن‍ت‍ر (به انگلیسی: Humphrey William Bouverie Carpenter) زاده ۲۹ آوریل ۱۹۴۶ درگذشته ۴ ژانویه ۲۰۰۵، نویسنده و برنامه ساز رادیویی اهل انگلستان بود. هامفری در شهر آکسفورد، انگلستان به دنیا آمد و بیشتر زندگی خود را در این شهر گذراند و در همین شهر هم درگذشت.